# Медаль національної безпеки
Медаль національної безпеки (англ. National Security Medal) — нагорода Сполучених Штатів Америки, офіційно заснована президентом Гаррі Труменом у виконавчим указом №10431 від 19 січня 1953 року. Спочатку медаллю нагороджувалась будь-яка особа, незалежно від національності, за видатні досягнення або видатний внесок від 26 липня 1947 року в галузі розвідки, пов’язаної з національною безпекою Сполучених Штатів.
2 жовтня 2015 року президент Барак Обама вніс поправки до виконавчого указу №10431, щоб нагороджувати медаллю будь-яку особу за видатні досягнення або видатний внесок у сфері національної безпеки через винятково заслуги на посаді з високою відповідальністю або через акт героїзму, що потребує особистої мужності високого ступеня. До початкового наказу було додано два додаткові розділи. Будь-яка особа може рекомендувати потенційного лауреата як кандидата на нагородження, зробивши подання на виконавчого секретаря Ради національної безпеки. Якщо Виконавчий секретар Ради національної безпеки вбачає, що нагородження є виправданим, то після схвалення Президентом, Виконавчий секретар повідомляє про це Офіс директора національної розвідки, який потім опрацьовує рекомендацію щодо нагородження, готує медаль і доставляє її до Раді національної безпеки для вручення отримувачу.
Медаль національної безпеки дозволена як цивільним особам, так і персоналу збройних сил Сполучених Штатів і є дозволеною відзнакою для носіння на військовій формі збройних сил Сполучених Штатів . У таких випадках Медаль національної безпеки носиться після всіх особистих відзнак та нагород військових підрозділів США та перед будь-якими нагородами за військову кампанію/службу та іноземними нагородами.

## Відомі отримувачі
- Аві Берковіц [2]
- Вільям Г. Вебстер
- Аллен Даллес
- Вільям Джозеф Донован
- Майкл Гайден [3]
- Річард Гелмс
- Дж. Едгар Гувер [4]
- Роберт Ґейтс
- Річард Аллен Ґренелл
- Кларенс Леонард Джонсон
- Джаред Кушнер [2]
- Едвард Ленсдейл [5]
- Джон Маккон
- Стівен Мнучін [2]
- Роберт О'Браєн [2]
- Майк Помпео [2]
- Джон Раколта [2]
- Джон Скотт Редд
- Френк Ровлетт [6]
- Керміт Рузвельт молодший[7]
- Волтер Беделл Сміт [8]
- Вільям О. Студемен
- Вільям Ф. Фрідман
- Девід М. Фрідман [2]
- Венді Шерман